# Robert Trujillo

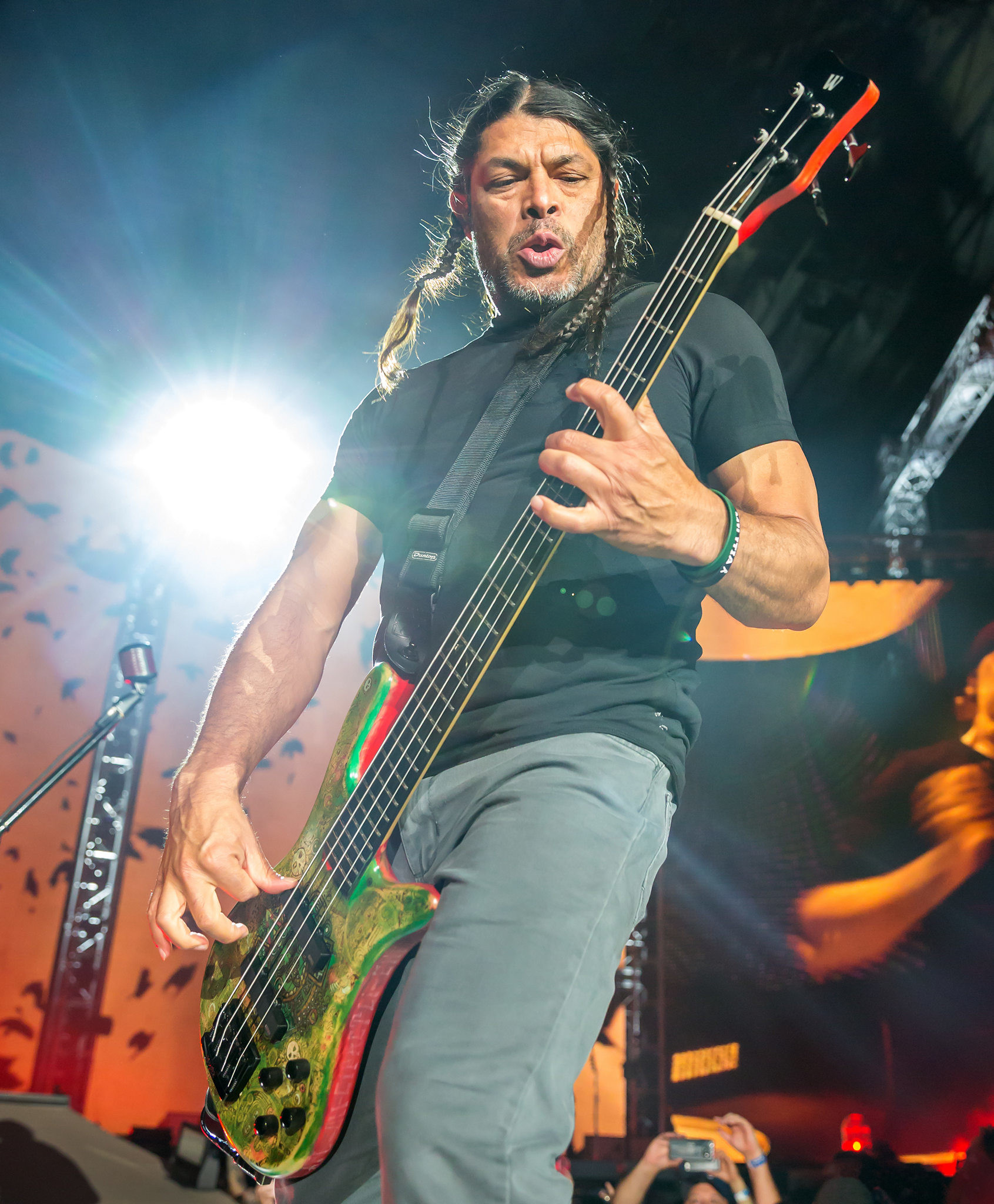
Robert Trujillo im Jahr 2017

Robert Trujillo [tɾu'xiʎo], eigentlich Roberto Agustín Miguel Santiago Samuel Trujillo Veracruz (* 23. Oktober 1964 in Santa Monica, Kalifornien) ist seit 2003 Bassist der US-amerikanischen Metalband Metallica.

## Karriere
Trujillo wuchs in Culver City, Kalifornien auf. Er spielte in mehreren lokalen Bands, bevor er 1989 Suicidal Tendencies beitrat. Er brachte Funk-Einflüsse ein, die am stärksten auf den Alben Lights…Camera…Revolution! und The Art of Rebellion zu hören sind. Trujillo brachte Mike Muir zum Funk und die beiden gründeten daraufhin die Band Infectious Grooves.
Von den späten 1990er-Jahren an war Trujillo Mitglied von Ozzy Osbournes Band und wurde Gegenstand einer Kontroverse, weil er nach dem Willen Osbournes die Bassspuren von Bob Daisley für die Wiederveröffentlichungen von Osbournes Alben Blizzard of Ozz und Diary of a Madman neu einspielte, da Daisley behauptete, keine anständigen Tantiemen zu bekommen. Es wurde kritisiert, dass auf den Alben kein Hinweis auf die Änderung zu finden war. In dem Musikvideo zu dem Song Dreamer von Ozzy Osbourne von 2002 tritt Trujillo neben Gitarrist/Pianist Zakk Wylde und Schlagzeuger Mike Bordin auf. Auf Osbournes Studioalbum Patient Number 9 (2022) spielte Trujillo erneut Bass.
Trujillo spielte auch für Infectious Grooves und Black Label Society, ferner ist er auf Jerry Cantrells zweitem Album Degradation Trip neben Faith No More-Schlagzeuger Mike Bordin zu hören.

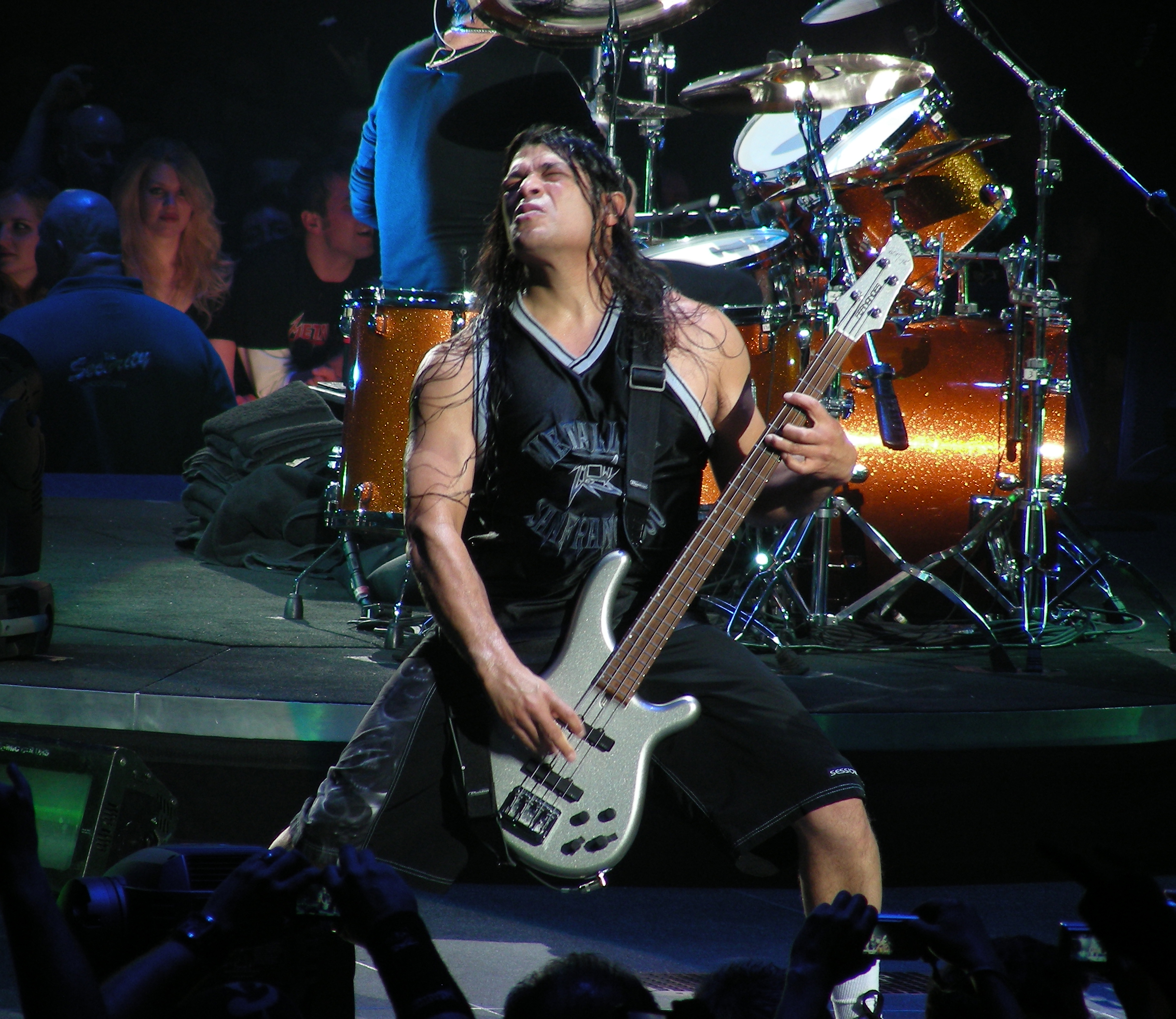
Trujillo auf der Death Magnetic Tour 2009 in Rotterdam

Robert Trujillo wurde am 24. Februar 2003 neuer Bassist bei Metallica. Ausschnitte aus seinem Vorspiel und der Aufnahme in die Band sind im Dokumentarfilm Some Kind of Monster zu sehen. Demnach erhielt Trujillo für den Beitritt zur Band im Voraus eine Million Dollar.

## Privates
Er ist verheiratet und hat zwei Kinder. Sein Sohn Tye Trujillo war 2017 mit zwölf Jahren als Bassist auf Tour mit der Metalband Korn.

## Technik und Equipment
Trujillo spielt meistens mit den Fingern, mit einem Plektrum spielte er bei Ozzy Osbourne und Black Label Society. Erwähnenswert ist Trujillos tiefe Haltung des Instruments.
Trujillo spielt neben Instrumenten von Fernandes und Fender auch Bassgitarren von Warwick.